# Bania (kopalnia)

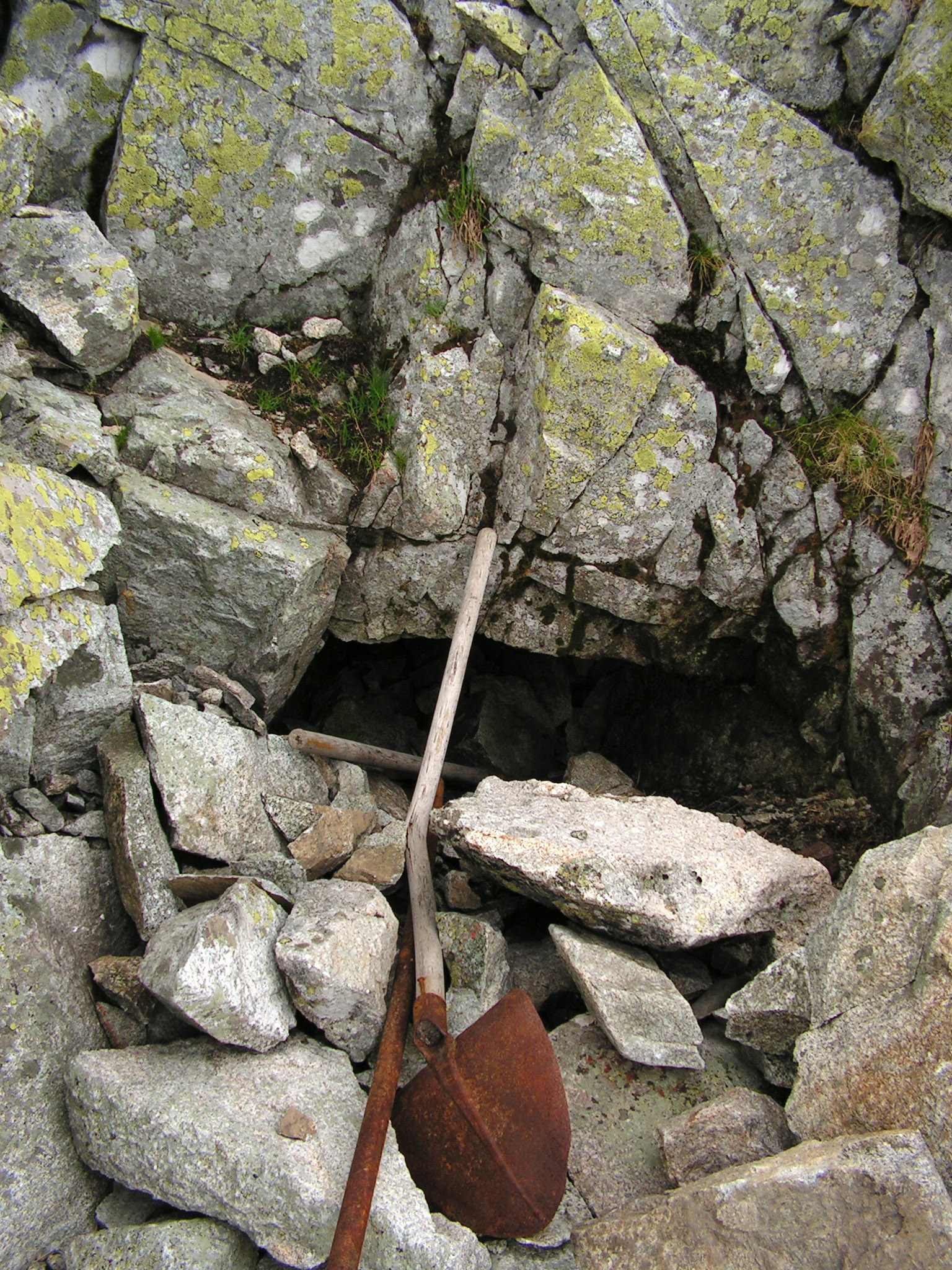
Otwór jednej z bani w Krywaniu (częściowo zagruzowany)

Bania – w gwarze podhalańskiej kopalnia rudy lub kruszcu. Nazwa pochodzi z języka węgierskiego (banyá). Zachowały się jeszcze niektóre z dawnych kopalni, np. Krywańskie Banie.
W południowej Polsce istnieje wiele nazw geograficznych pochodzących od słowa bania. Indeks nazw geograficznych Polski wymienia ich 67. Są to góry, łąki, lasy, części wsi, uroczyska i inne. W Tatrach, zarówno w polskich, jak i słowackich istnieje wiele nazw wywodzących się od słowa bania – wszystkie związane są z dawniej prowadzonymi w nich pracami górniczymi, np. Baniste w Dolinie Pyszniańskiej, Baniste w Dolinie Starorobociańskiej, Banisty Żleb, Żleb pod Banie, Banista Przełęcz, Podbańska, Banie (żleb), Dolinka pod Banie.
Górników pracujących w baniach nazywano hawiarzami (od niemieckiego słowa Hauer – górnik), a drogi, którymi zwożono z bani urobek hawiarskimi drogami.